# Primera dama o primer caballero

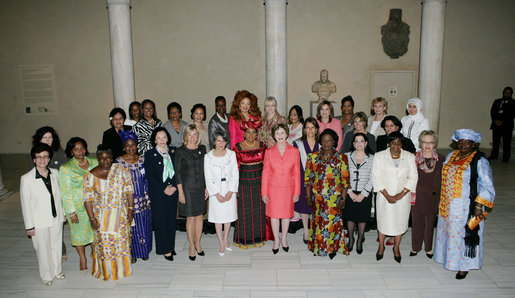
Las primeras damas de 36 países reunidas en el Museo Metropolitano de Arte de Nueva York, Estados Unidos, 2008.

Primera dama, primer caballero o consorte republicano es un título o tratamiento protocolar que recibe en algunas repúblicas el cónyuge del jefe de Estado/presidente de la República o, en su defecto, algún hijo, hija u otro familiar que cumple esa función en ceremonias oficiales.
No existe una definición fija de la función de la primera dama o el primer caballero, ya que esta institución oficial solo existe en un reducido número de países. Sin embargo, generalmente se beneficia de un equipo dentro de la administración presidencial y lleva a cabo acciones relativamente supervisadas, relacionadas en particular con la ayuda humanitaria, la salud o la educación. También están presentes en eventos y recepciones oficiales y en la mayoría de las visitas de Estado, incluso estando asociados a reuniones internacionales donde se planifican programas especiales para ellos. Pese a que oficialmente su estatus no es una función pública oficial, algunos han participado en la toma de decisiones, haciendo campaña a favor de sus cónyuges, mejorando su imagen, incluso llevando una vida política independiente en forma paralela o posterior a la salida del poder de su cónyuge.

## Historia

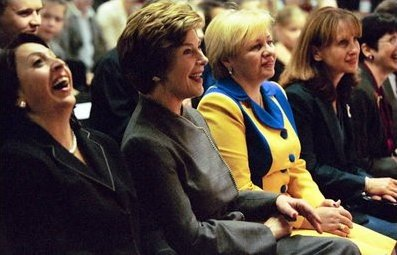
Primeras damas Bella Kocharian de Armenia, Laura Bush de Estados Unidos, Lyudmila Pútina de Rusia y Zorka Parvanova de Bulgaria durante el Book Festival. Moscú, 1 de octubre de 2003.

Se ha señalado que el primer uso del término primera dama se refería a mujeres de alto rango o destacadas en su campo. El primer uso documentado para describir al cónyuge del presidente de los Estados Unidos con este título data de 1838 en referencia a Martha Washington, pese a que nunca se empleó como tal durante el mandato de su esposo George Washington. Cuando se fundó el país, el presidente se encontraba sin un título adecuado para su consorte. El equivalente hasta ese entonces en las monarquías europeas sería la reina consorte, pero en el caso de Estados Unidos ninguno de los títulos usuales correspondía a la posición del cónyuge del presidente. Así se creó el título de primera dama, que llegó a usarse de forma regular por primera vez por Harriet Lane, aunque en realidad era sobrina de James Buchanan ya que permaneció soltero toda su vida.
Durante el siglo XX, con el creciente número de democracias parlamentarias, las esposas de los presidentes no tenían en un principio un título definido, aunque el protocolo les garantizaba un espacio en las recepciones oficiales, siguiendo el modelo imperante en las monarquías con reinas consortes. Poco a poco, inspirándose en el modelo estadounidense, la prensa sensacionalista adoptó el término «primera dama», sin que tuviera un base legal. Por tanto, la mayoría de las veces, la esposa de un jefe de Estado solo era invitada como cónyuge, aunque algunos países usan oficialmente «primera dama». A principios del siglo XXI, cuando un mayor número de mujeres accedió al poder, se planteó la cuestión de cómo designar al esposo de una jefa de Estado, lo que dio origen al tratamiento de «primer caballero».

## Función
Generalmente, la primera dama o el primer caballero no es un cargo electo ni nombrado, no tiene funciones ni responsabilidades asignadas ni autoridad sobre otras personas ni devenga un salario u otra compensación; más bien, debe cumplir ciertas funciones de carácter protocolario como acompañante del jefe de Estado en viajes o recepciones oficiales y participar activamente en instituciones de gobierno, por lo general de índole benéfica o social. Dependiendo del país, también puede dedicarse a alguna causa social. Además, si la persona es carismática puede ayudar a transmitir una imagen positiva del jefe de Estado a la población.

## Variantes

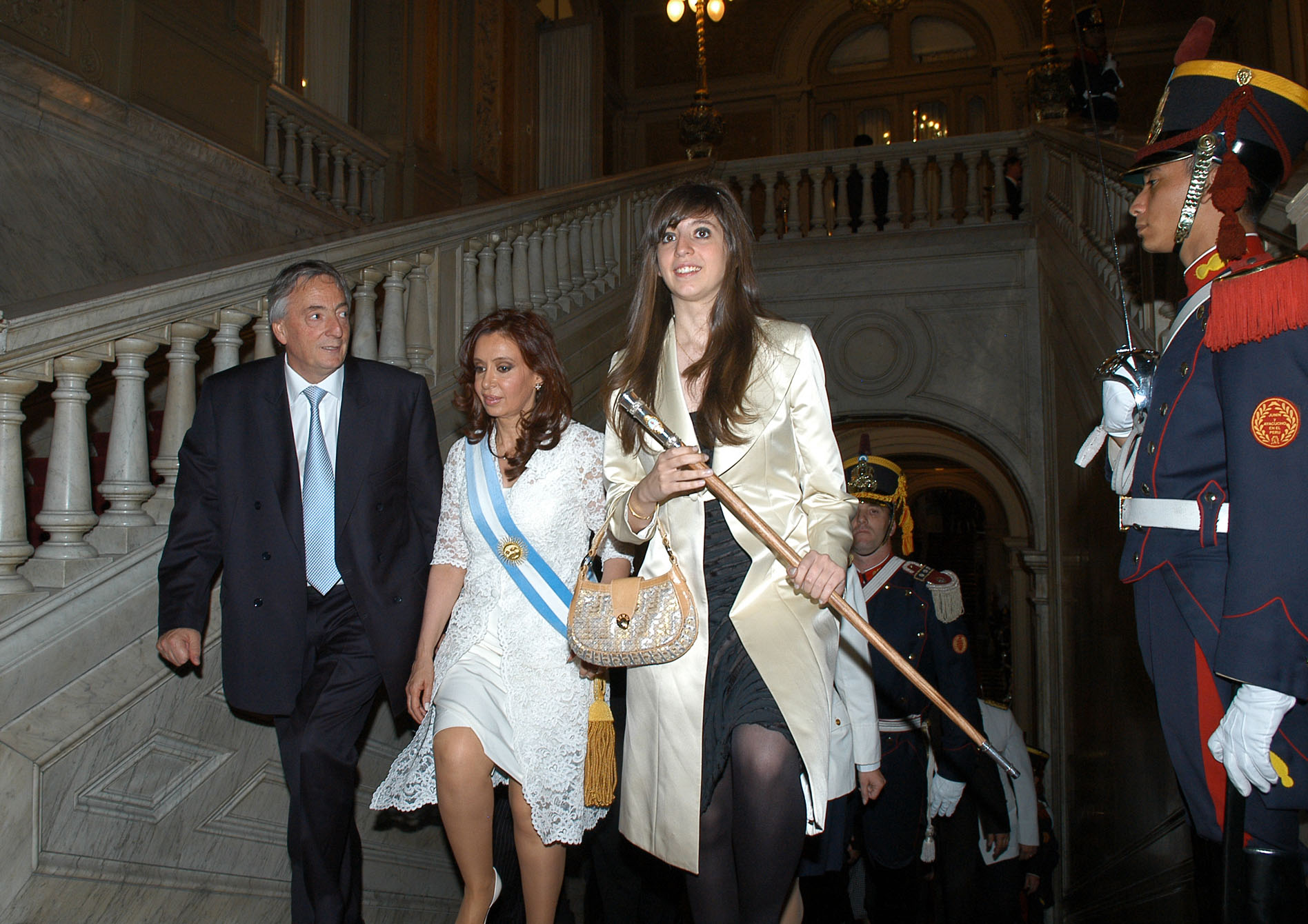
Néstor Kirchner (1950-2010) fue el primer hombre en ocupar el puesto de primer caballero en Argentina, durante el periodo 2007-2010.

El equivalente masculino del título en países donde el cónyuge del jefe de Estado es un hombre es primer caballero. Si bien en Estados Unidos nunca ha habido un cónyuge masculino de un presidente, «primer caballero» se usa para el cónyuge masculino de una alcaldesa o gobernadora.
Primer cónyuge y primera pareja, ambas variaciones inusuales, se pueden usar en cualquier caso donde el cónyuge de un líder político sea de cualquier género. Ambos términos buscan promover la igualdad y la neutralidad de género.
Por su parte, segunda dama o segundo caballero es un título que a veces se usa en referencia al cónyuge de un vicepresidente o vicegobernador y, si no existen estos dos últimos cargos, de un primer ministro, premier o ministro en jefe en una república o del vice primer ministro, vice premier o viceministro en jefe en una monarquía, cuyo tratamiento se relaciona con el título de primera dama o primer caballero, el cónyuge de un presidente o gobernador de una república o de un primer ministro, premier o ministro en jefe de una monarquía.
Colectivamente, el presidente y su cónyuge se conocen como la primera pareja y, si tienen hijos, generalmente se llama la primera familia (término que se consolidó durante la Administración Kennedy con el popular álbum de comedia The First Family de Vaughn Meader), como homólogo republicano de la familia real; análogamente, el vicepresidente o primer ministro y su cónyuge son la segunda pareja y con sus descendientes forman la segunda familia.
En algunos países, como Alemania, de acuerdo con el orden de precedencia puede existir la figura de tercera dama o tercer caballero: en el caso alemán, la primera dama o el primer caballero es el cónyuge del presidente federal, la segunda dama o el segundo caballero es el cónyuge del presidente del Parlamento Federal y la tercera dama o el tercer caballero es el cónyuge del canciller federal.

## Casos de ausencia
En caso de que el mandatario no sea casado (o aun siéndolo, se encuentre distanciado afectivamente de su cónyuge), el puesto de primera dama es usualmente ocupado por otra mujer, familiar cercana al jefe de gobierno, como su madre, hija o hermana. Este es el caso de algunos de los más recientes presidentes latinoamericanos como Joaquín Balaguer, Alberto Fujimori, Óscar Arias, Jamil Mahuad, Fernando Lugo, Horacio Cartes, Carlos Menem y Alejandro Giammattei y el Presidente de Rusia, Vladímir Putin tras divorciarse de su esposa. Sin embargo en algunos países el cargo queda vacante, por ejemplo en Venezuela con Hugo Chávez en 2004, en Argentina con Cristina Fernández de Kirchner al fallecer su marido Néstor Kirchner en 2010, o en el caso de Chile cuando Michelle Bachelet era presidenta quedó vacante el de primer caballero. El antiguo presidente de Vietnam del Sur, Ngô Đình Diệm, nunca estuvo casado, por lo que el cargo recayó en manos de su cuñada Tran Le Xuan.

## Primeras damas presidentes
Ha habido cinco casos de primeras damas que después de serlo accedieron a la presidencia. Cuatro de ellas fueron en el continente americano: Argentina, Guyana, Honduras y Panamá. El caso restante se dio en Corea del Sur. Ellas son:

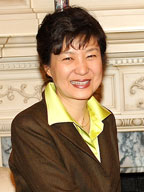
Park Geun-hye fue primera dama en el periodo 1974-1979 y presidenta de la República de Corea entre 2013 y 2017.

- María Estela Martínez de Perón, también conocida como Isabel Perón (no confundir con Eva Perón, la segunda esposa de Juan Domingo Perón), quien fue vicepresidenta y primera dama de Argentina durante la última presidencia de su esposo, el general Juan Domingo Perón, y lo sucedió a su muerte en julio de 1974.
- Cristina Fernández fue primera dama de Argentina ya que estaba casada con quien fue presidente, Néstor Kirchner. Ella luego fue electa presidente de Argentina.
- Janet Jagan, quien fue primera dama de Guyana durante el gobierno de su esposo Cheddi Jagan, y, tras la muerte de este, fue elegida presidente en las elecciones de 1997.
- Xiomara Castro de Zelaya (Honduras) esposa del defenestrado presidente José Manuel Zelaya Rosales fue candidata presidencial en 2013 por el Partido Libertad y Refundación. Participó en las elecciones del 2021 como candidata de coalición y fue electa presidente.[21]
- Mireya Moscoso quien fue primera dama de Panamá durante el gobierno de su esposo Arnulfo Arias Madrid (1 de octubre de 1968-11 de octubre de 1968) antes del derrocamiento de su esposo de su tercera presidencia posteriormente electa como la primera mujer presidente de la República de Panamá en las elecciones de 1999.
- Park Geun-hye, hija del difunto dictador Park Chung-hee, quien ocupara el cargo de primera dama de Corea del Sur en 1974 tras el asesinato de su madre Yuk Young-soo,[22] y que el 25 de febrero de 2013 se convirtió en la primera mujer presidente de Corea del Sur.[23]

## Personas que rechazaron el título
- En Argentina, Cristina Fernández de Kirchner, rechazó el título de «primera dama» durante el gobierno de su esposo Néstor Kirchner, prefiriendo en su lugar el de «primera ciudadana».[24][25] En 2007 fue elegida presidenta de la Nación, cargo para el que fue reelegida en 2011 y ocupó hasta la finalización de su mandato en 2015.
- En Ecuador, el expresidente Rafael Correa declaró ante los medios de prensa como un cargo nulo arguyendo que se trataba de un anacronismo y un sexismo en esos tiempos. Sus sucesores no tuvieron reparos en nombrar a su cónyuge con tal dignidad.
- En Venezuela el 14 de abril de 2013, cuando Nicolás Maduro ganó las elecciones presidenciales de 2013, denominó a su esposa Cilia Flores con el término «primera combatiente» y desde esa fecha las instituciones y partido de gobierno la llaman de esa manera.[26]
- En México, el 27 de mayo de 2018, en plena campaña electoral, Beatriz Gutiérrez Müller, esposa de Andrés Manuel López Obrador (a esa fecha candidato y desde el 1 de diciembre de ese año presidente de México), dijo en un mitin político en Veracruz que no usaría tal título cuando su marido fuera mandatario, y explicó: "Para la verdadera transformación de la vida pública de México, tenemos que comenzar a pensar y actuar diferente. Pongamos fin a la idea de la primera dama. En México no queremos que haya mujeres de primera ni de segunda", afirmó ante la multitud. "Con todo respeto a las mujeres que han estado antes en ese papel, decir primera dama es algo clasista".[27]

## Ex primeras damas con aspiraciones presidenciales

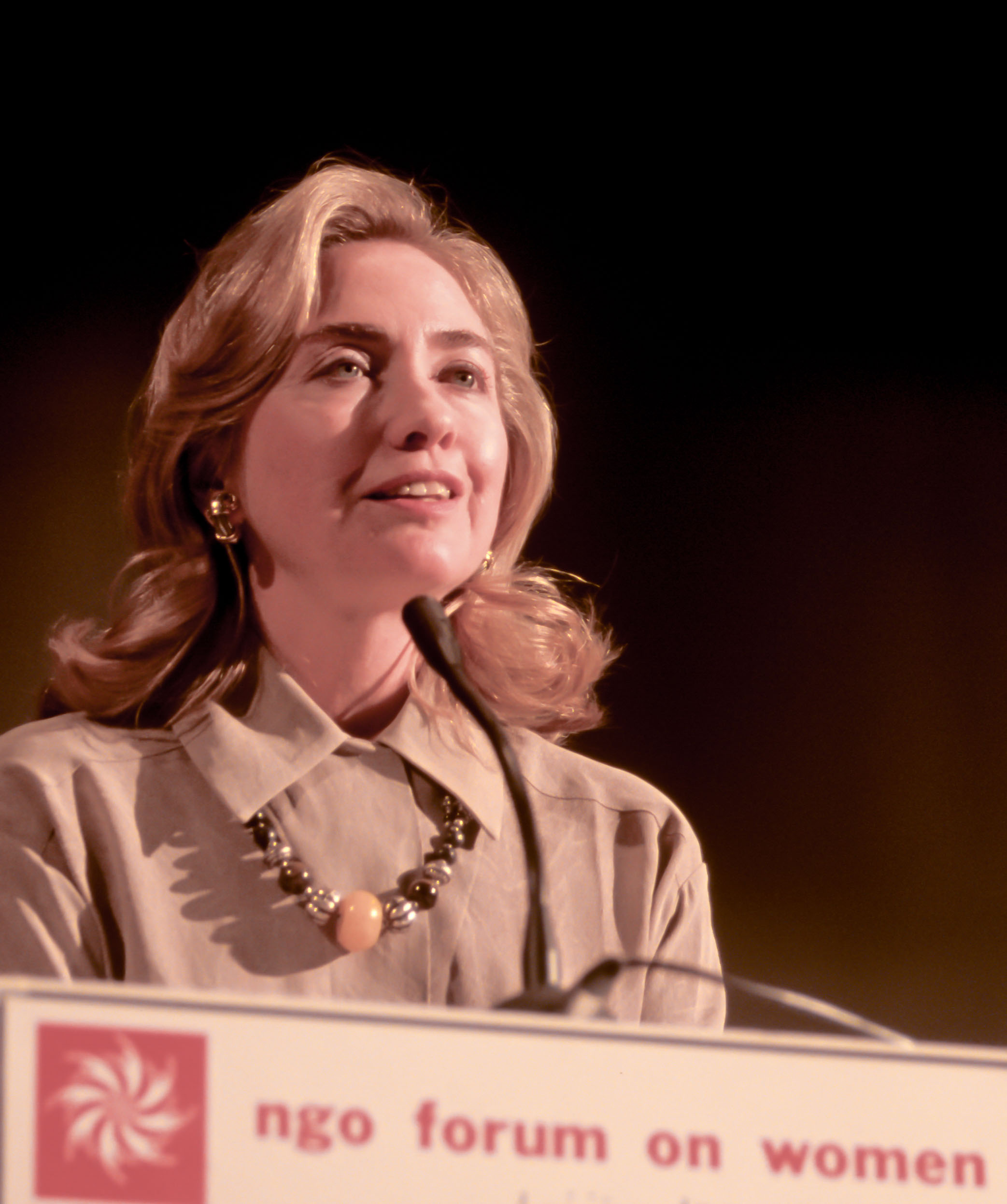
Hillary Clinton (en 1995), fue primera dama de los Estados Unidos (1993-2001), senadora por Nueva York (estado), secretaria de Estado y candidata a presidenta de los Estados Unidos en 2016.

- Raquel Blandón (Guatemala), como primera dama intentó ser candidata presidencial en 1990 cuando su esposo, Vinicio Cerezo, era presidente de Guatemala pero la Corte Constitucional rechazó la postulación.[28]
- Teresa Sosa (Guatemala), intentó ser candidata presidencial en 1990 y 1995, pero fue rechazada su inscripción por ser esposa del Efraín Ríos Montt quién fue jefe de Estado de facto entre 1982 y 1983.
- Margarita Penón Góngora (Costa Rica), exesposa del expresidente Óscar Arias Sánchez.
- Nora Gúnera de Melgar (Honduras) esposa del expresidente general Juan Alberto Melgar Castro; en 1996 se convirtió en la primera mujer hondureña en ser candidata oficial presidencial por el Partido Nacional de Honduras.
- Keiko Fujimori Higuchi (Perú), hija del expresidente Alberto Fujimori.
- Sandra Torres (Guatemala), exesposa del presidente Álvaro Colom. Intentó participar en 2011 pero no pudo participar debido a que su candidatura fue considerada ilegal por ser esposa del presidente a pesar de que se divorciaron en ese momento. Participó como candidata presidencial en las elecciones de 2015 y 2019 pasando al balotaje siendo derrotada por Jimmy Morales y Alejandro Giammattei respectivamente.
- Patricia Escobar de Arzú (Guatemala), esposa del presidente Álvaro Arzú, participó en 2011 quedando en el octavo lugar de diez candidatos con el 2,19% del total de votos.
- Margarita Cedeño Lizardo (República Dominicana), esposa del expresidente Leonel Fernández. Abandonó sus aspiraciones para ser la compañera de fórmula de Danilo Medina
- Hillary Rodham Clinton (Estados Unidos), esposa del expresidente Bill Clinton.
- Margarita Zavala (México), esposa del expresidente Felipe Calderón, renunció a las elecciones federales en México de 2018 en plena campaña electoral.
- Mirlande Manigat (Haití), esposa del expresidente Leslie François Manigat, fue candidata a Presidenta de Haití en las elecciones presidenciales 2010. Ganó la primera vuelta, pero perdió en el balotaje frente a Michel Martelly.

## Ex primeras damas con aspiraciones vicepresidenciales
- Eva Perón (Argentina), segunda esposa del presidente Juan Domingo Perón. Declinó ser candidata a vicepresidente.
- Raquel Blandón (Guatemala), exesposa del presidente Vinicio Cerezo. Participó como candidata vicepresidencial en las elecciones de 2011, quedando su planilla en segundo lugar en el balotaje.
- Margarita Cedeño de Fernández (República Dominicana), esposa del expresidente Leonel Fernández. Fue la compañera de fórmula de Danilo Medina, ganaron las elecciones.
- Marta Linares (Panamá), Esposa del expresidente Ricardo Martinelli
- Mehriban Aliyeva, esposa del actual presidente de Azerbaiyán İlham Əliyev y vicepresidenta desde 2016.

## Ex primeras damas vicepresidentas
- En Argentina, Cristina Fernández de Kirchner, fue electa vicepresidenta el 10 de diciembre de 2019, ejerciendo el cargo hasta el 10 de diciembre de 2023.
- En Liberia, Jewel Taylor, fue primera dama de Liberia durante el mandato del Presidente Charles Taylor desde 1997 a 2003. Luego de divorciarse de su esposo fue electa Vicepresidenta, ejerció el cargo desde el 22 de enero de 2018 hasta el 22 de enero de 2024.
- En Uruguay Lucía Topolansky fue primera dama del Uruguay durante la Presidencia de José Mujica desde 2010 a 2015. En 2017 asumió la vicepresidencia del Uruguay tras la renuncia de Raúl Sendic.

## Primer caballero
El primer caballero es el equivalente masculino a primera dama; se refiere al cónyuge (varón) de un mandatario, como es el caso de, por ejemplo:
- José María Rico Cueto, esposo de la expresidenta costarricense Laura Chinchilla.
- Pentti Arajärvi, cónyuge de la expresidenta finlandesa, Tarja Halonen.
- José Miguel Arroyo esposo de la expresidenta filipina Gloria Macapagal Arroyo.
- Néstor Kirchner, fallecido expresidente de Argentina, quien fue primer caballero hasta el día de su muerte, siendo esposo de la presidenta de dicho país, Cristina Fernández.
- Sebastián Dávalos, hijo de Michelle Bachellet, entonces presidenta de Chile, asumió el cargo de director sociocultural del palacio presidencial (cargo dado a las primeras damas) durante el periodo 2014-2015, debido a que en ese país no existe la figura de «primer caballero», hasta que se hizo pública su vinculación con el caso Caval.
- Manuel Zelaya, esposo de la presidenta de Honduras, Xiomara Castro por el Partido Libertad y Refundación.

## Controversias
En países como Estados Unidos, los candidatos presidenciales son juzgados por su vida familiar, no teniendo derecho a ningún tipo de privacidad. De una manera completamente diferente, en Europa los episodios de la vida íntima, incluso las aventuras extramatrimoniales de políticos famosos como Francisco Sá Carneiro y François Mitterrand, son ignorados deliberadamente por la prensa (supuestamente por obligación de la propia ética profesional de los periodistas), saliendo a la luz años después. La prensa amarilla rompe esta regla, especialmente en el Reino Unido, aunque la lealtad política también entra en juego en caso de conflicto.

## Usos no políticos
En los Estados Unidos es común que el título de primera dama se otorgue a mujeres, como un tratamiento cariñoso, que han demostrado tener un talento excepcional o una notoriedad única en áreas no políticas. Generalmente se usa, aunque no siempre, cuando la persona en cuestión es la esposa o el «equivalente femenino» de un hombre (o un grupo de hombres) conocido en un campo similar. Por ejemplo, el término se ha aplicado en el campo del entretenimiento para denotar a la «primera dama de la televisión» (Lucille Ball), la «primera dama de la canción» (Ella Fitzgerald), la «primera dama de la música country» (Tammy Wynette, aunque Loretta Lynn también era conocida por ese título), la «primera dama de Star Trek» (Majel Barrett), la «primera dama del soul estadounidense» (Aretha Franklin), la «primera dama del Grand Ole Opry» (Loretta Lynn), «la primera dama del cine estadounidense» (Lillian Gish) y la «primera dama del teatro estadounidense» (Helen Hayes).
El término se ha utilizado para referirse a las esposas de los presidentes de colegios y universidades anglosajonas en algunos casos.
El término primera dama también se usa para aludir a una mujer que ocupa la posición social más importante dentro de una localidad en particular, en este sentido es muy popular en África, donde puede aplicarse a la mujer noble dominante en algunas jerarquías de jefaturas, como las de los yorubas.
En los últimos años, se ha utilizado para referirse a la esposa del pastor de una iglesia (aunque existe el término griego presbítera, πρεσβυτέρα, para la esposa del dirigente religioso), especialmente en congregaciones predominantemente negras.